# Wyspa trzydziestu trumien
Wyspa trzydziestu trumien – powieść autorstwa Maurice’a Leblanca opisująca przygody Arsène’a Lupin. Podobnie jak w powieści Złoty trójkąt główny bohater nie jest w centrum opowieści, ale jest kimś w rodzaju Deus ex machina. Pierwotnie opublikowana na łamach gazety „Le Journal” od czerwca 1919 roku, została wydana w całości w październiku 1919 roku. W 1922 roku powieść wydano w dwóch tomach: Véronique i La Pierre miraculeuse.
Akcja rozgrywa się w 1917 roku (pomiędzy wydarzeniami z książek 813 i Zęby tygrysa), są to kroniki przygód Veroniki Hergemont, która poszukuje swojego ojca i jego syna uznanych za zmarłych w 1902 roku.
Na podstawie książki powstał francuski serial telewizyjny w reżyserii Marcela Cravenne, z Claude Jade w roli Weroniki, w którym rola Arsène’a Lupin jest pominięta.
W Polsce powieść została wydana w dwóch częściach: Weronika oraz Cudowny kamień. Ukazały się one w serii Klasyka Kryminału (Biblioteka Bluszcza), w cyklu Arsène Lupin (tom: 11 i 12). W 2022 ukazało się wydanie jednotomowe na podstawie wcześniejszego tłumaczenia.

## Rozdziały
Powieść w oryginale składa się z następujących rozdziałów:
Prologue
I. La Cabane abandonnée
II. Au bord de l’Océan
III. Le fils de Vorski
IV. Les pauvres gens de Sarek
V. Quatre femmes en croix
VI. Tout-Va-Bien
VII. François et Stéphane
VIII. L’angoisse
IX. « La Chambre de Mort »
X. L’Évasion
XI. Le Fléau de Dieu
XII. La Montée du Golgotha
XIII. « Éli, Éli, Lamma Sabacthani ! »
XIV. Le vieux Druide
XV. La Salle des Sacrifices souterrains
XVI. La Dalle des Rois de Bohême
XVII. « Prince cruel aux ordres du Destin »
XVIII. La Pierre-Dieu